# Ria van Velsen
Maria Martina Ria van Velsen (La Haya, Países Bajos, 22 de marzo de 1943) es una nadadora retirada especializada en pruebas de estilo espalda. Fue campeona de Europa en 100 metros espalda durante el Campeonato Europeo de Natación de 1962.

## Palmarés internacional
| Campeonato Europeo de Natación | Campeonato Europeo de Natación | Campeonato Europeo de Natación | Campeonato Europeo de Natación |
| Año                            | Lugar                          | Medalla                        | Prueba                         |
| ------------------------------ | ------------------------------ | ------------------------------ | ------------------------------ |
| 1962                           | Leipzig ( Alemania)            | Medalla de oro                 | 100 m espalda                  |
| 1962                           | Leipzig ( Alemania)            | Medalla de plata               | 4 × 100 m estilos              |